# Machnowka (obwód kurski)
Machnowka (ros. Махновка) – wieś (ros. село, trb. sieło) w zachodniej Rosji, centrum administracyjne sielsowietu machnowskiego w rejonie sudżańskim obwodu kurskiego.

## Geografia
Miejscowość położona jest nad rzeką Sudża, 11 km od granicy z Ukrainą, 3 km od centrum administracyjnego rejonu (Sudża), 88 km od Kurska.
W granicach miejscowości znajdują się ulice: 1 Maja, Cerkowskaja, Fabricznaja, Gagarina, Kutok, Riazanskaja, Sad, Szkolnaja, Szlach, Wygon, Wygoniec, Wygoniec-Sad.

## Demografia
W 2010 r. miejscowość zamieszkiwało 1100 osób.